# Konrad Fritze

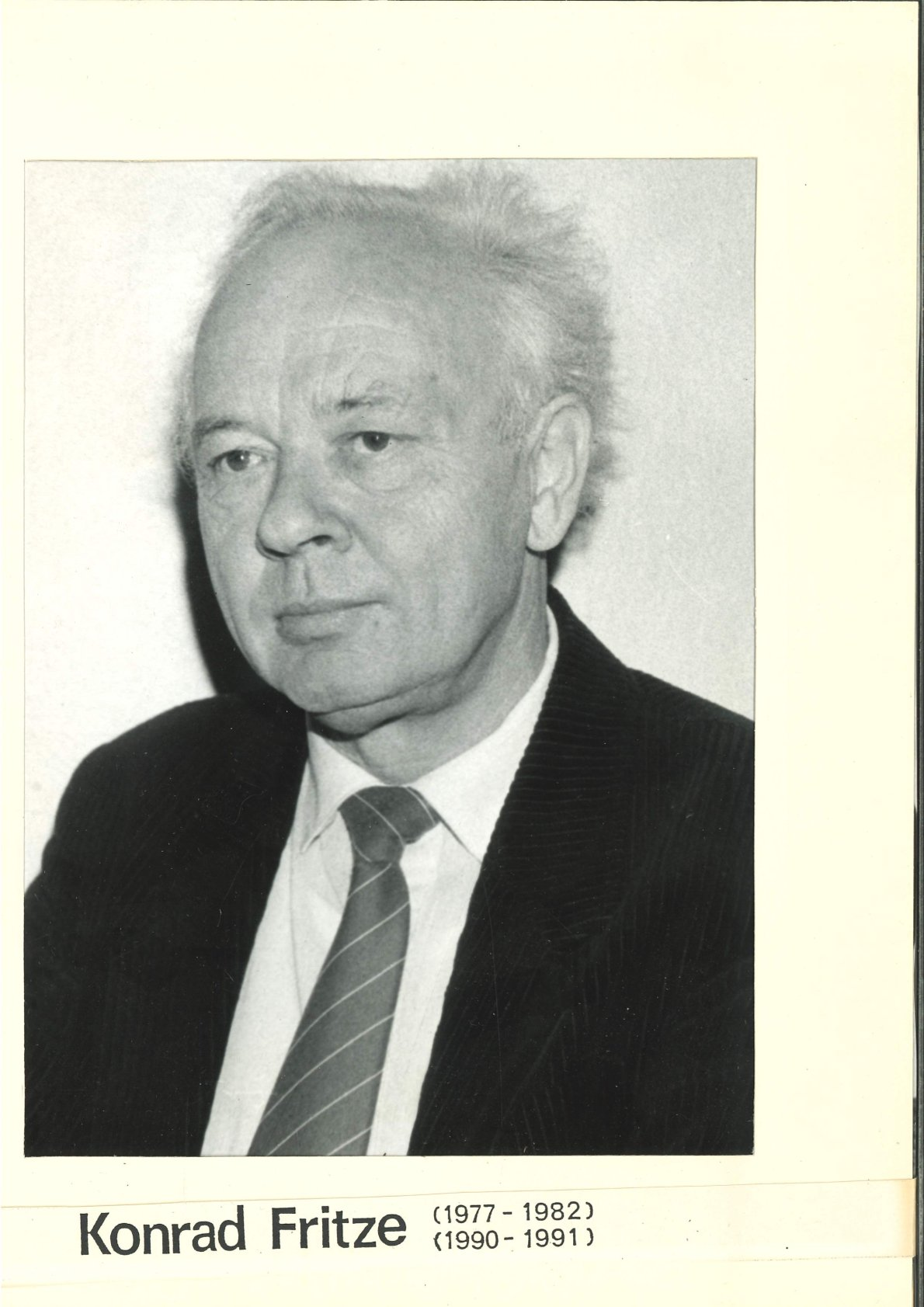
Konrad Fritze

Konrad Fritze (* 8. August 1930 in Bernburg (Saale); † 14. Januar 1991 in Greifswald) war ein deutscher Historiker.

## Leben
Sein Vater Richard Fritze (* 1887; † 1950) war Gymnasialdirektor und wurde 1949 erster Direktor der Arbeiter-und-Bauern-Fakultät in Greifswald. 
Konrad Fritze wuchs in Greifswald auf. Hier besuchte er bis 1949 die Friedrich-Ludwig-Jahn-Oberschule. 1949 trat er in die SED ein. Er studierte zunächst drei Semester in Berlin, dann ab 1951 Geschichte an der Ernst-Moritz-Arndt-Universität Greifswald. Anschließend war er hier als Historiker auf Assistenten- und Dozentenstellen tätig. Fritze begann seine 1957 abgeschlossene Dissertation über „Die wirtschaftliche und soziale Entwicklung Stralsunds im 13. und 14. Jahrhundert“ noch unter Adolf Hofmeister. Anschließend habilitierte er sich mit „Studien zur Wirtschafts- und Sozialgeschichte wendischer Hansestädte in der ersten Hälfte des 15. Jahrhunderts“, 1967 unter dem Titel „Am Wendepunkt der Hanse“ veröffentlicht. 
1969 wurde er in Greifswald ordentlicher Professor für Allgemeine Geschichte. Von 1977 bis 1982 und erneut von 1990 bis zu seinem Tod war er Direktor des Historischen Instituts in Greifswald.  
Fritze veröffentlichte zahlreiche Schriften zur Stadtgeschichte und zur Geschichte der Hanse. Gemeinsam mit seinen Greifswalder Kollegen Johannes Schildhauer und Walter Stark veröffentlichte er das Buch „Die Hanse“, das von 1974 bis 1985 in sieben Auflagen erschien und das Standardwerk marxistischer Geschichtsforschung zur Hansegeschichte darstellte. Er war Mitglied der Schriftleitung des Jahrbuchs für Regionalgeschichte und des Jahrbuchs für Geschichte des Feudalismus. 
Fritze war verheiratet und hatte zwei Kinder. 

## Schriften (Auswahl)
- Die Hansestadt Stralsund. Die beiden ersten Jahrhunderte ihrer Geschichte. (= Veröffentlichungen des Stadtarchivs Stralsund. Band 4). Petermänken, Schwerin 1961.
- Am Wendepunkt der Hanse.  Deutscher Verlag der Wissenschaften, Berlin 1967 (Habilitationsschrift).
- mit Johannes Schildhauer und Walter Stark: Die Hanse. 1. Auflage. Deutscher Verlag der Wissenschaften, Berlin 1975.
- Bürger und Bauern zur Hansezeit. Böhlau, Weimar 1976.
- Erstes Kapitel von Geschichte der Stadt Stralsund. Veröffentlichungen des Stadtarchiv Stralsund, Band X. Verlag Hermann Böhlaus Nachfolger, Weimar 1984.
- mit Günter Krause: Seekriege der Hanse. 1. Auflage. Militärverlag der DDR, Berlin 1989.